# Kruščik
Kruščik je naselje u općini Bosanski Brod, Republika Srpska, BiH.

## Stanovništvo
Nacionalni sastav stanovništva 1991. godine, bio je sljedeći:
ukupno: 112
- Hrvati - 93
- Srbi - 12
- Jugoslaveni - 6
- ostali, neopredijeljeni i nepoznato - 1